# Хощенський повіт
Хощенський повіт (пол. powiat choszczeński) — один з 18 земських повітів Західнопоморського воєводства Польщі.
Утворений 1 січня 1999 року в результаті адміністративної реформи.

## Загальні дані
Повіт знаходиться у південній частині воєводства.
Адміністративний центр — місто Хощно.
Станом на 1.01.2008 населення становить 49 833 осіб, площа 1327,52 км².
На терени повіту з українських етнічних територій були депортовані 2059 українців у 1947 році (т. з. акція «Вісла»).

## Демографія
Демографічні дані повіту станом на 30.06.2005:
|       | Всього | Всього | Жінки  | Жінки | Чоловіки | Чоловіки |
| ----- | ------ | ------ | ------ | ----- | -------- | -------- |
|       | осіб   | %      | осіб   | %     | осіб     | %        |
| Повіт | 52 244 | 100    | 26 316 | 50,4  | 25 928   | 49,6     |
| Міста | 25 878 | 100    | 12 229 | 51,2  | 11 649   | 48,8     |
| Села  | 26 366 | 100    | 13 087 | 49,6  | 13 279   | 50,4     |